# Paranelaphinis adspersa
Paranelaphinis adspersa är en skalbaggsart som beskrevs av Franz Antoine 1988. Paranelaphinis adspersa ingår i släktet Paranelaphinis och familjen Cetoniidae. Inga underarter finns listade i Catalogue of Life.